# Носач звичайний
Носач звичайний або кахау (Nasalis larvatus) — монотиповий вид приматів з родини мавпові (Cercopithecidae). Родова назва походить від лат. nasus — «ніс»; видова назва від лат. larva — «замаскований».

## Опис
Довжина голови і тіла самців: 73–76 см, самиць: 54–64 см, довжина хвоста самців: 66–75 см, самиць: 52–62 см, вага самців: 16–22 кг, самиць: 7–12 кг. Найвражаючішою особливістю є великий, грушоподібний ніс, який мають тільки самці. Хутро зверху жовтувато-коричневого кольору, низ білого кольору, руки, ступні і хвіст сірі. Безволосе обличчя червоне. Є вершкового кольору пляма на горлі. Обидві статі мають опуклі животи. Немовлята народжуються з чорним хутром і яскравим синім обличчям.

## Поширення
Країни: Бруней-Даруссалам; Індонезія (Калімантан); Малайзія (Сабах, Саравак). Цей вид пов'язаний з прибережними-прирічковими лісами, прибережними низовинними лісами, в тому числі мангровими лісами, торфовими болотами, і прісноводними болотними лісами. Живе не більше ніж до приблизно 350 м над рівнем моря.

## Стиль життя
Плодоїдний (близько 40 % раціону), також їсть молоде листя, квіти і недостиглі фрукти. Вид денний, найактивніший з кінця дня до темряви. Добре плаває і пірнає, часто стрибає з дерев у воду. Має частково перетинчасті лапи. Вважається найкращим плавцем серед всіх приматів. Вони здатні плавати до 20 м під водою. Вони живуть в групах від 5 до 30 тварин, (один самець і багато самиць). Деякі особини поодинокі, в основному самці. Відомі хижаки: Panthera pardus, Crocodylus.
Народжується одне дитинча після вагітності 166 днів. Пологи, як правило, відбуваються в нічний час. Самиця сидить на гілці дерева під час народження. Сезон розмноження з лютого по листопад. Діти перебувають поряд з матерями протягом приблизно одного року. Самці досягають зрілості приблизно в 7 років.
 Носачі, мавпи-ендеміки Борнео, у природному парку Лабук Бей (штат Сабах, Малайзія) на YouTube

## Загрози та охорона
Збезлісення і очищення лісів на користь плантацій олійної пальми являє собою головну загрозу, меншою мірою полювання. Занесений до Додатку I СІТЕС.

## Галерея

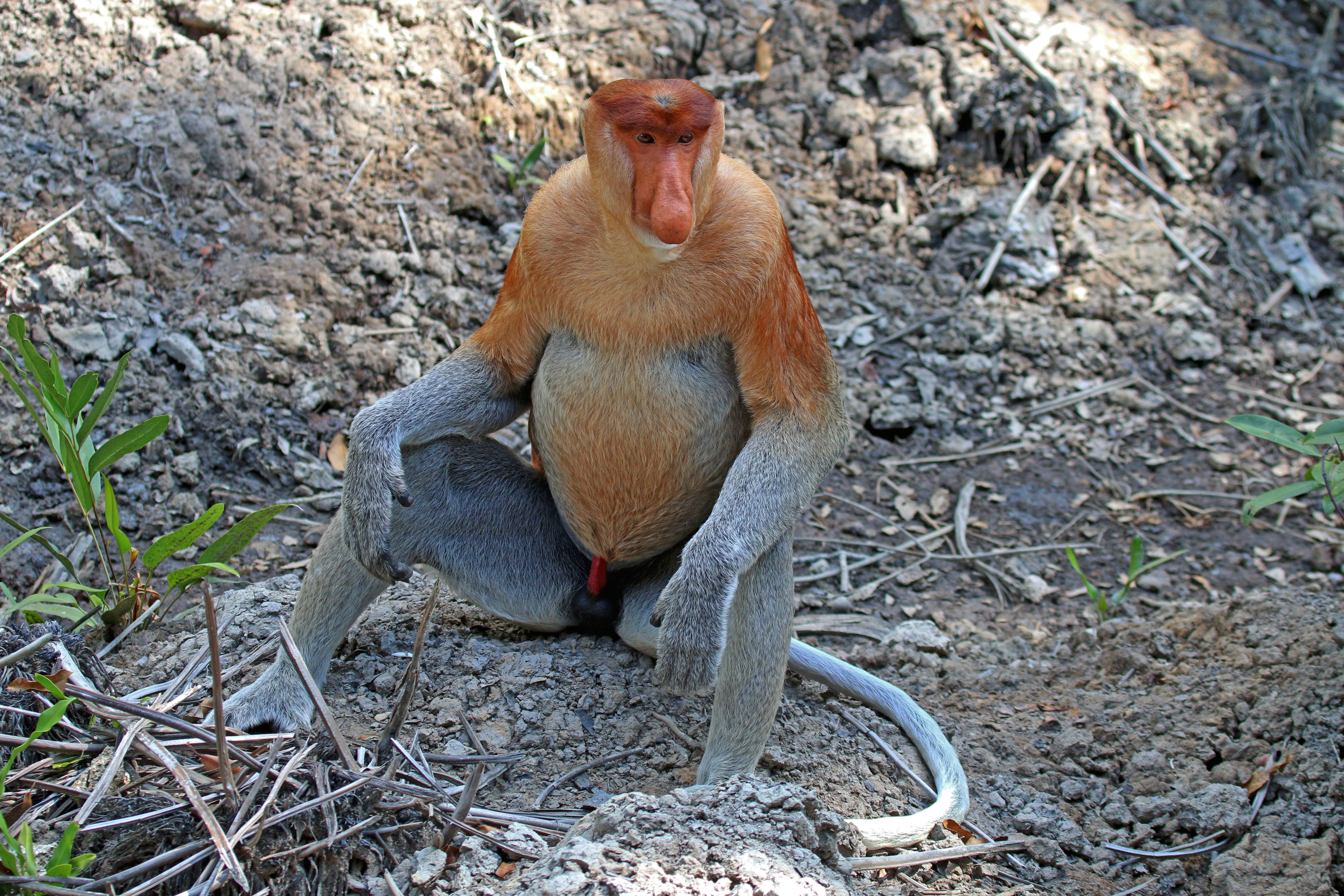
Самець
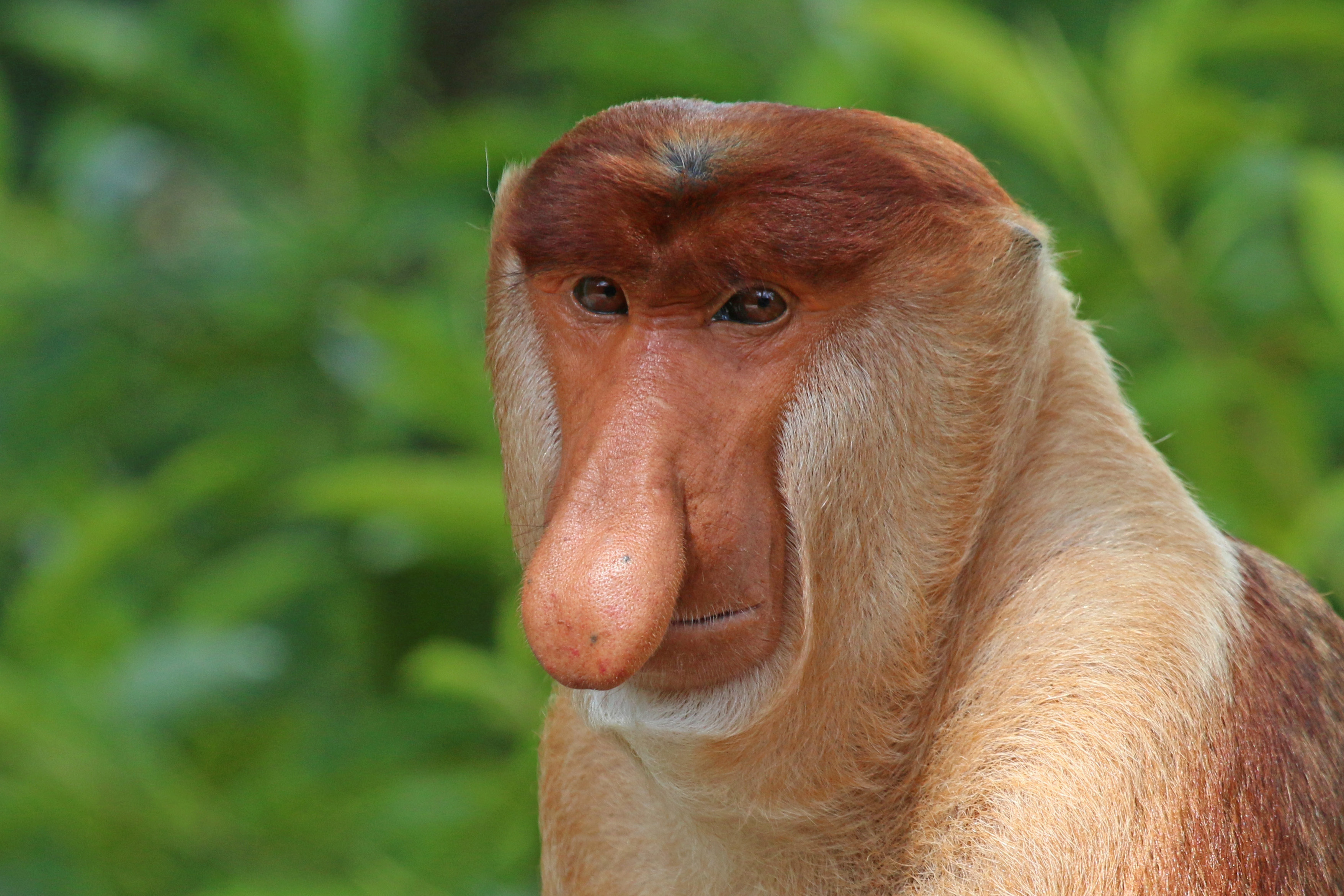
Самець
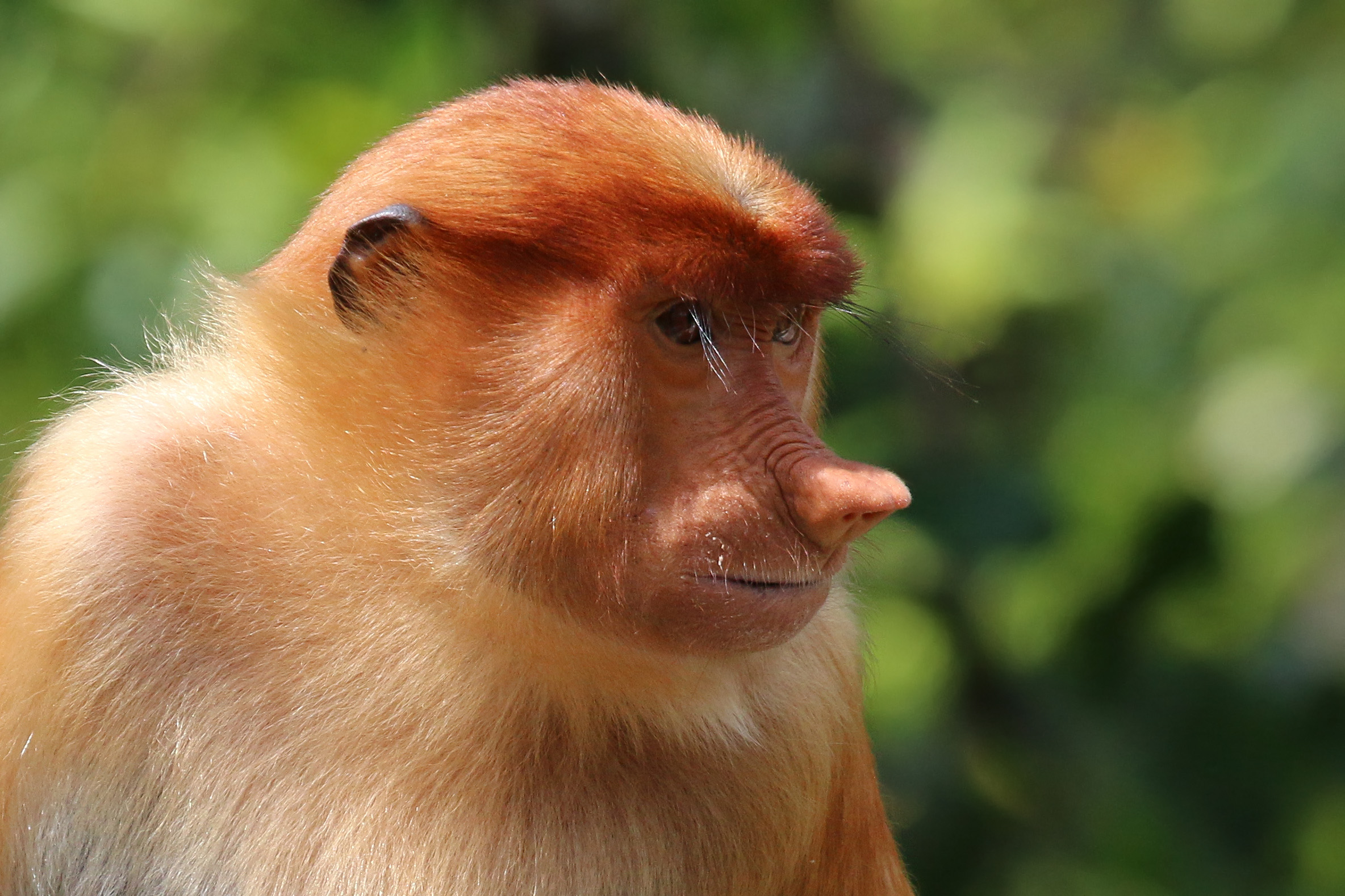
Самиця
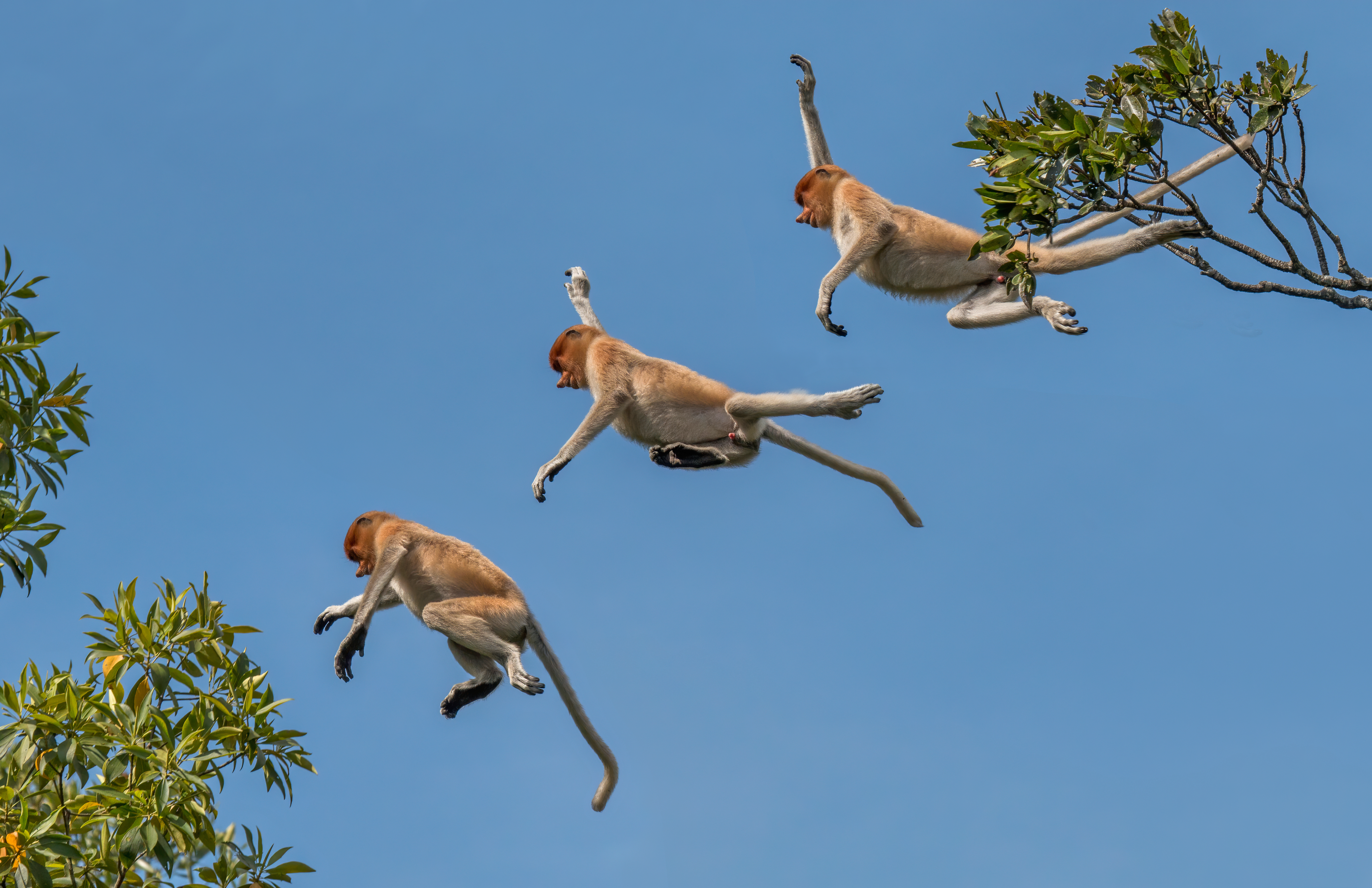
Самець в стрибку (комбіноване фото)
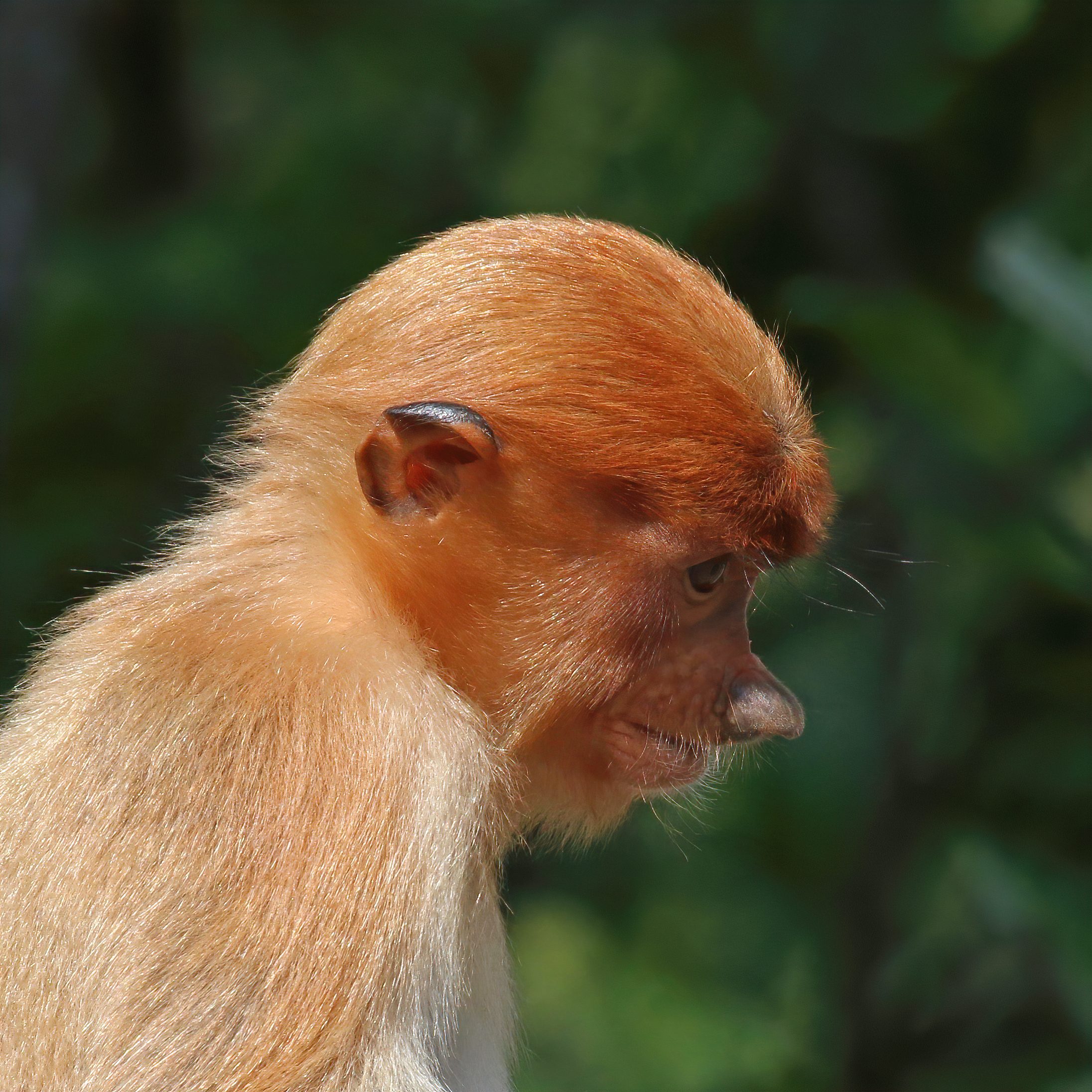
Самиця
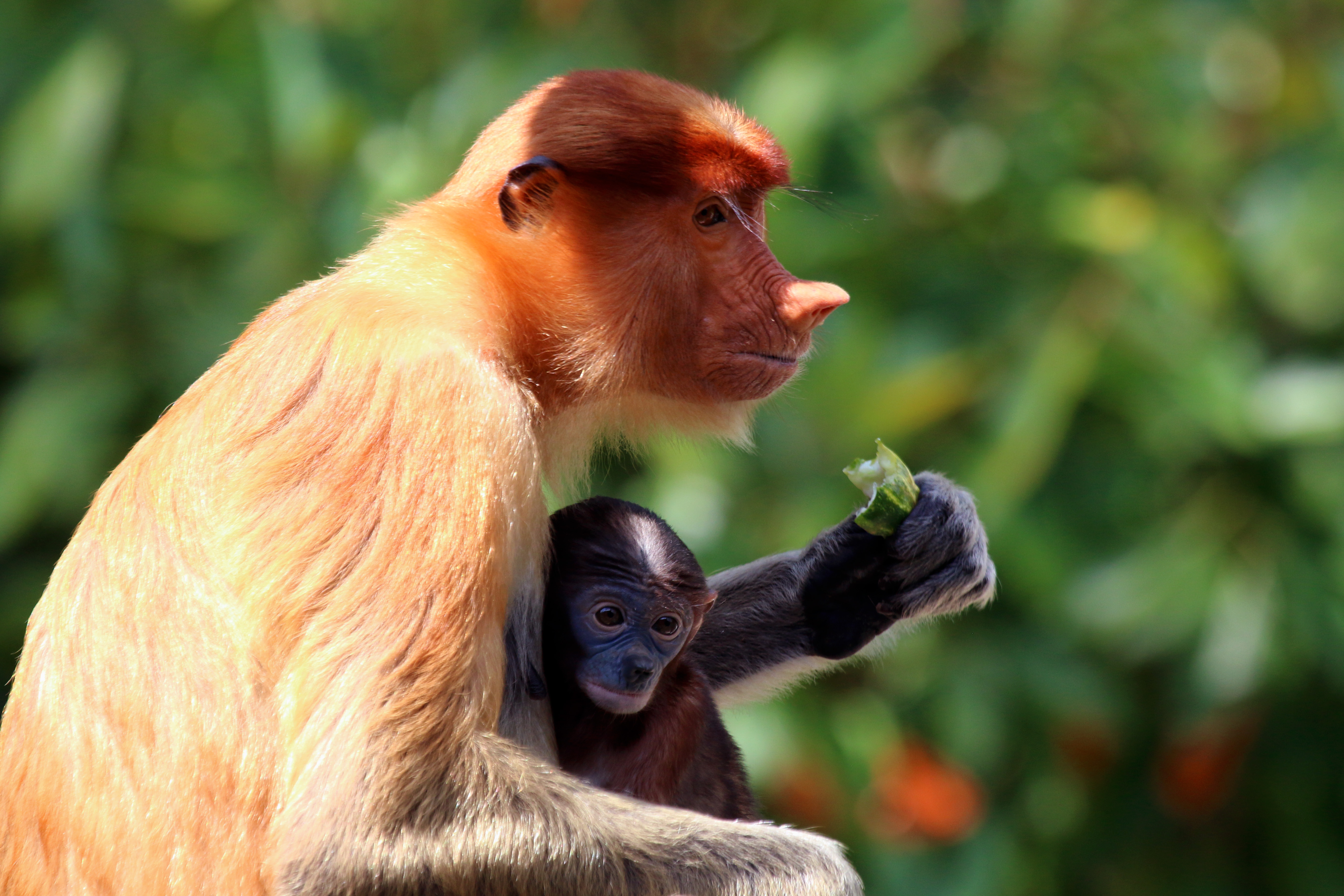
Самиця із дитинчам
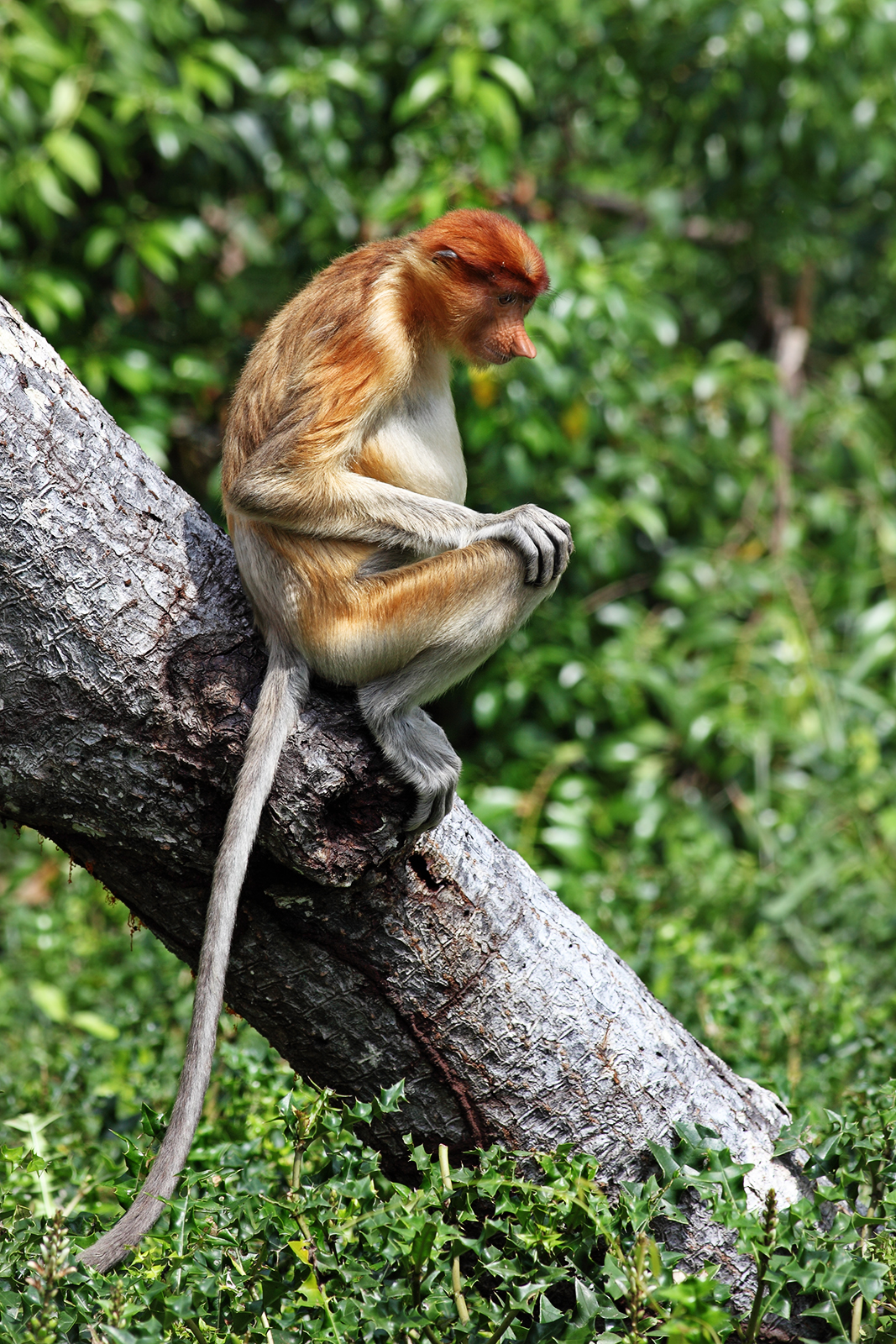
Самка на дереві
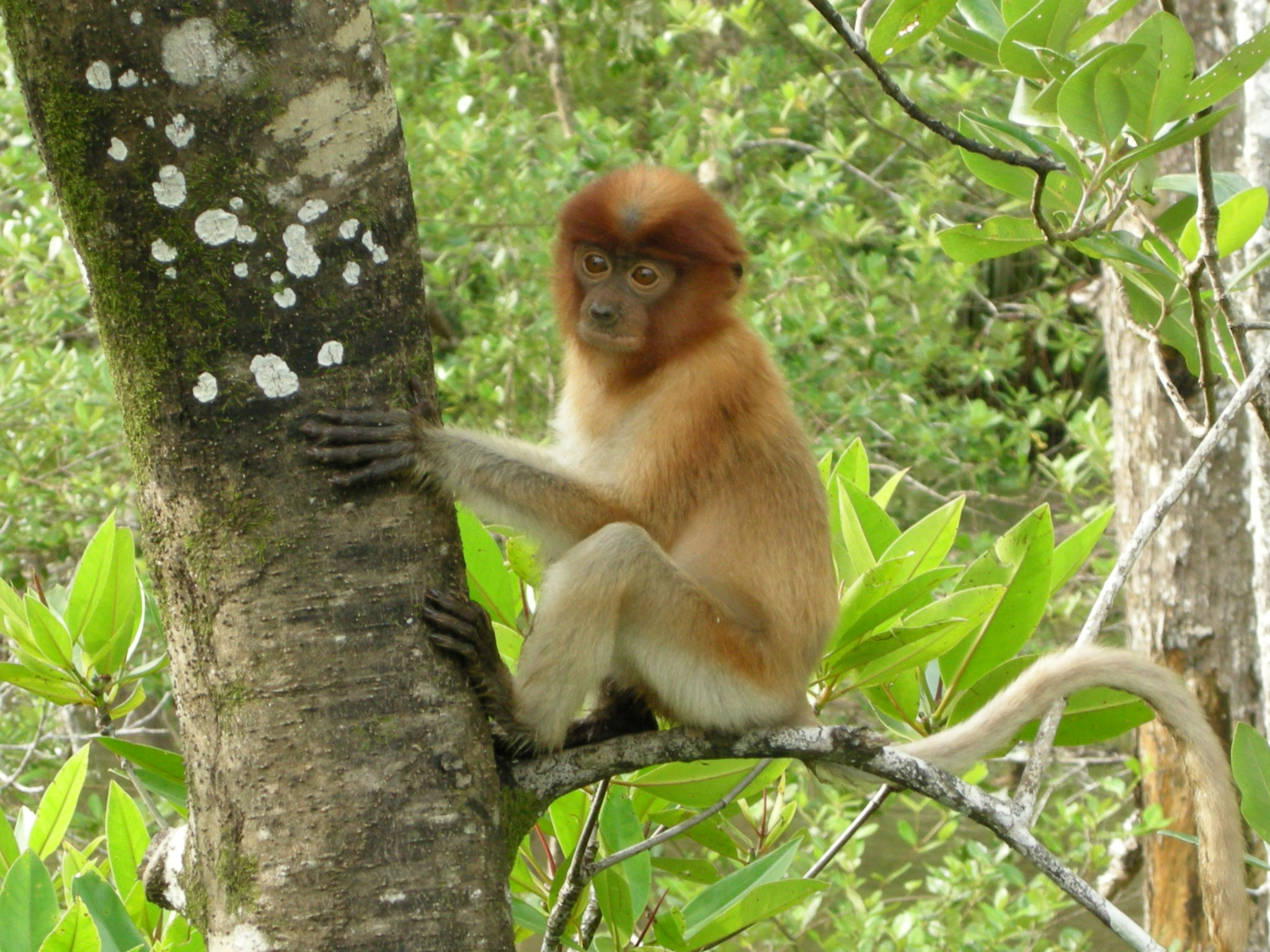
Юна мавпа
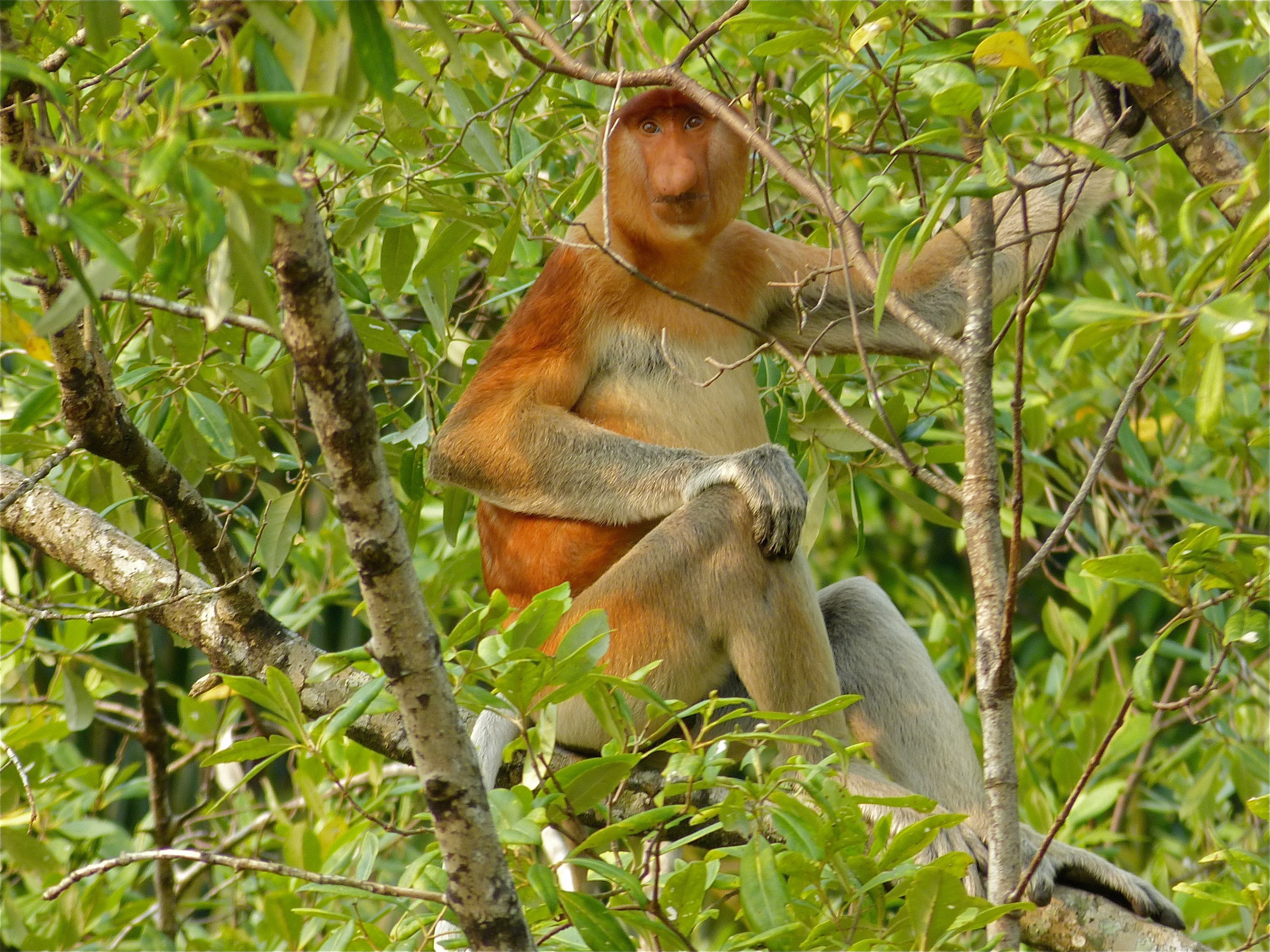
Самець на гіляці
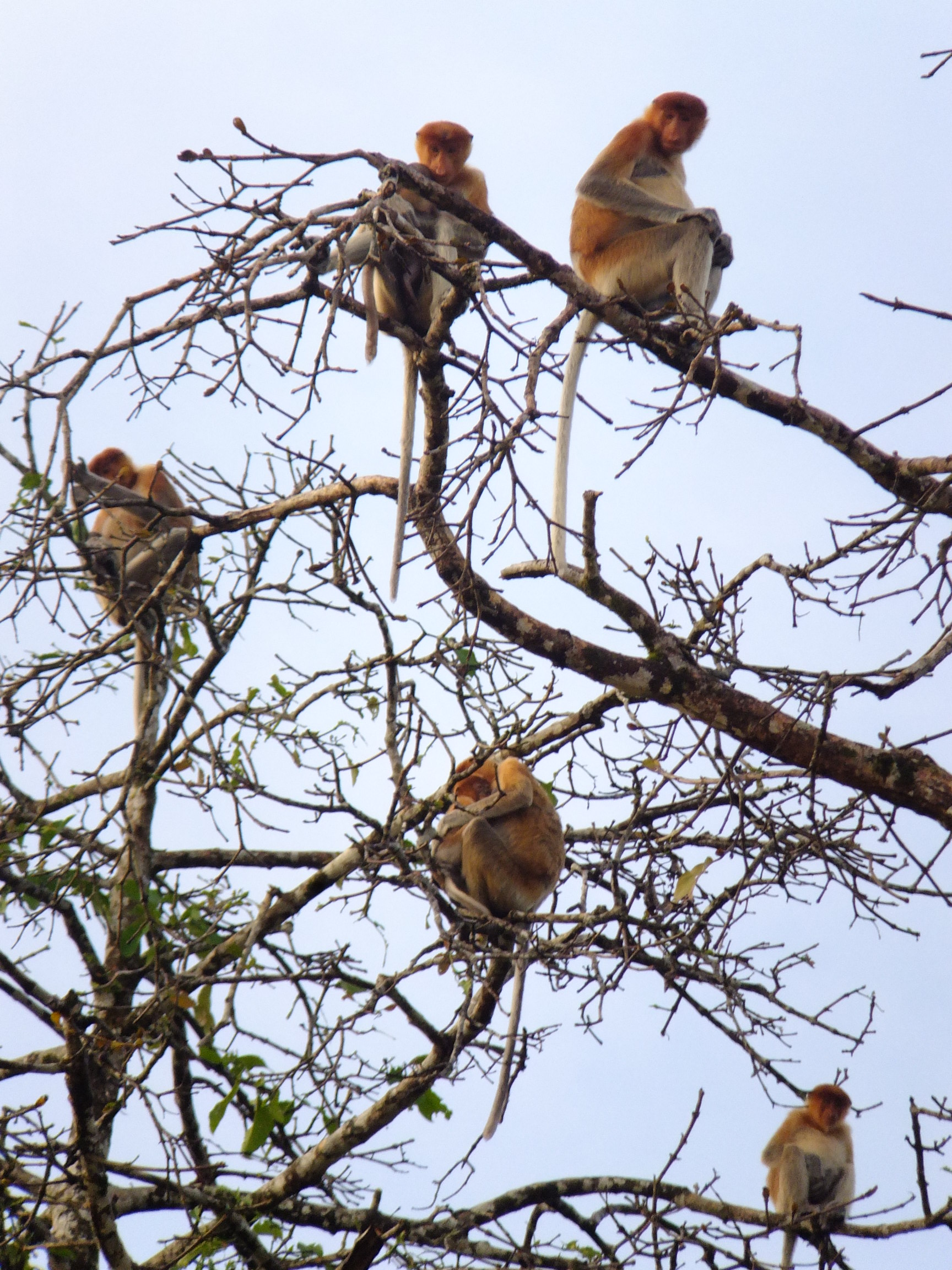
Колонія мавп на дереві
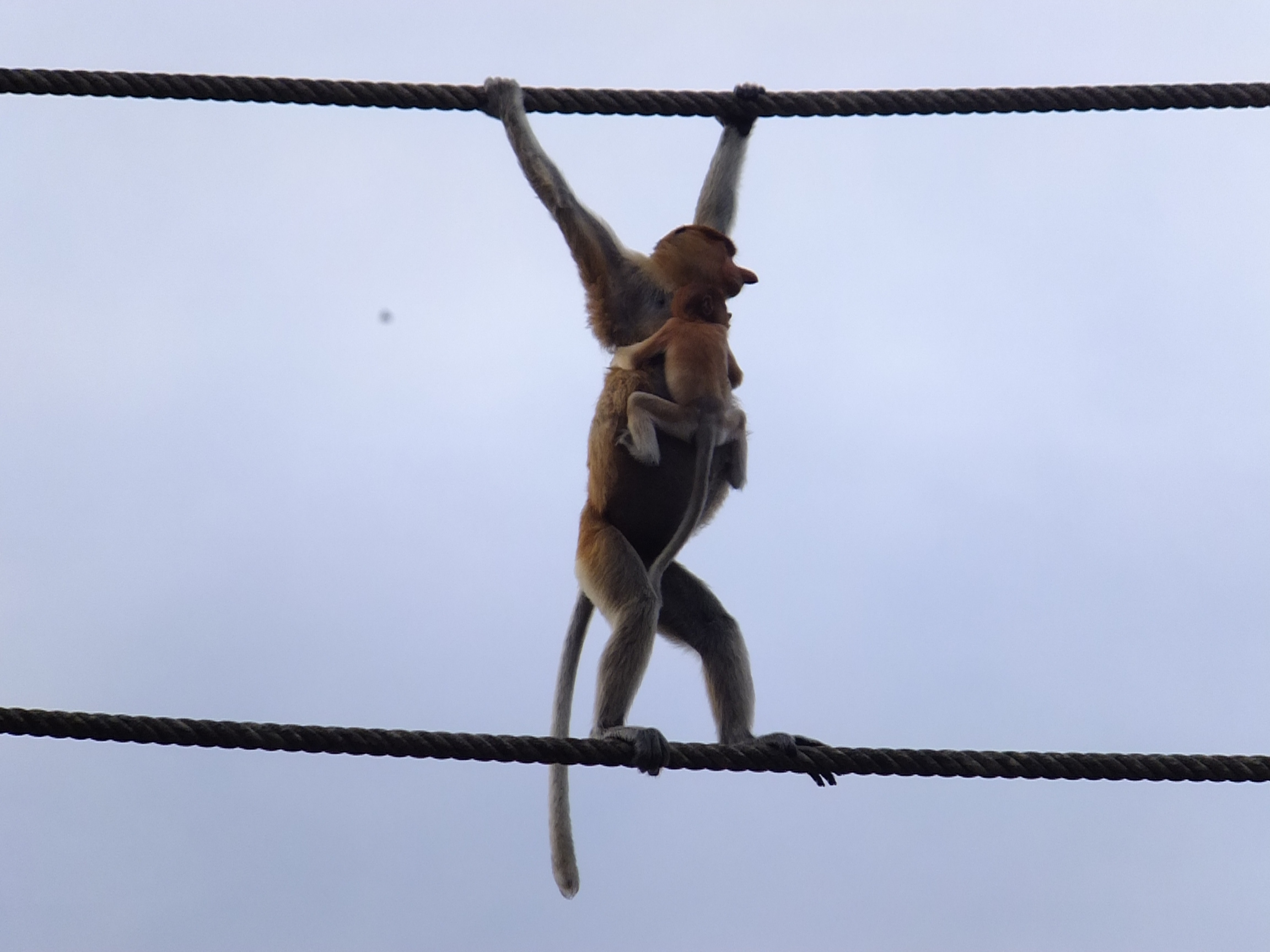
Мавпа-мати із дитинчам переходить річку через міст
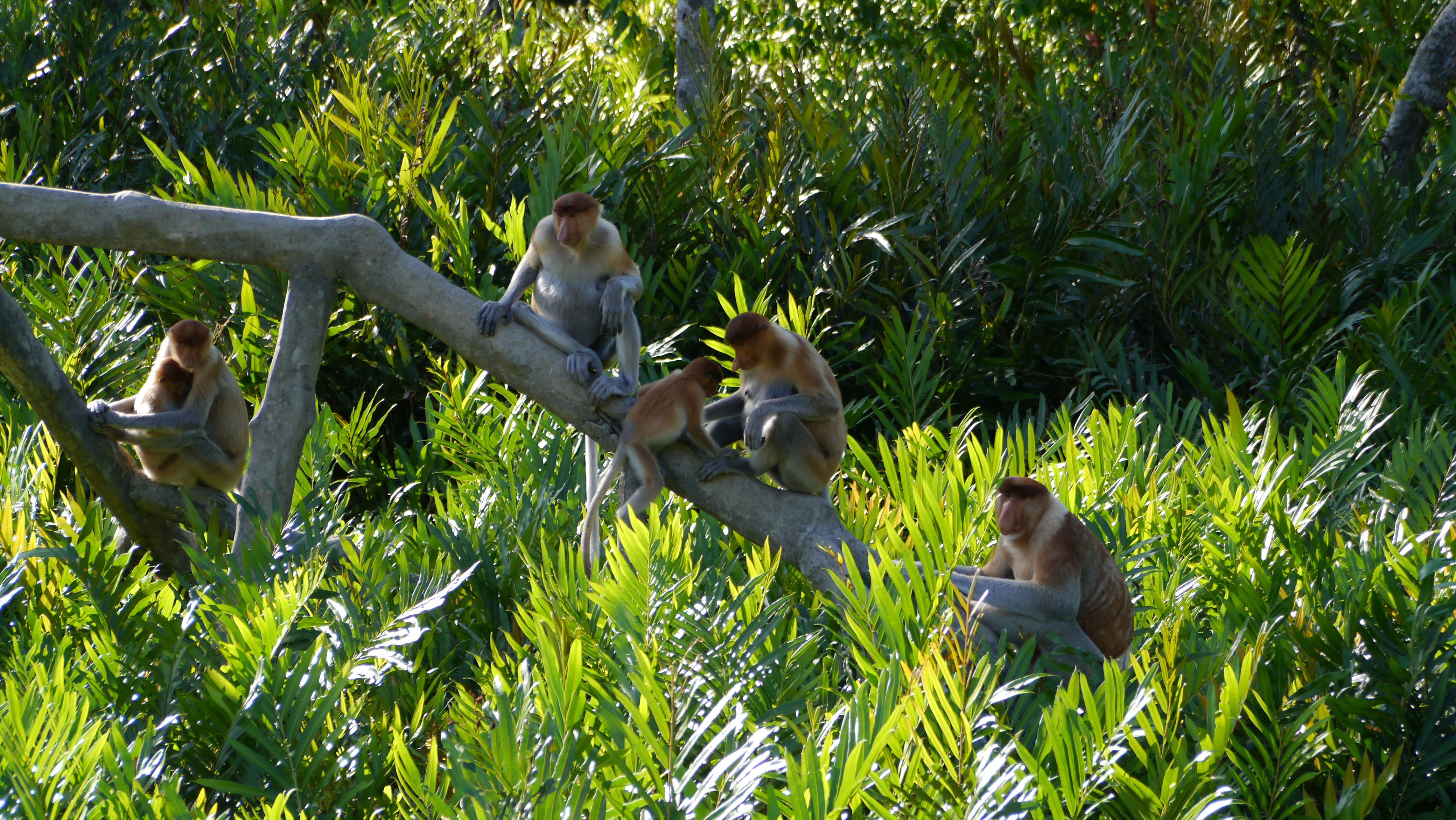
Колонія мавп на дереві
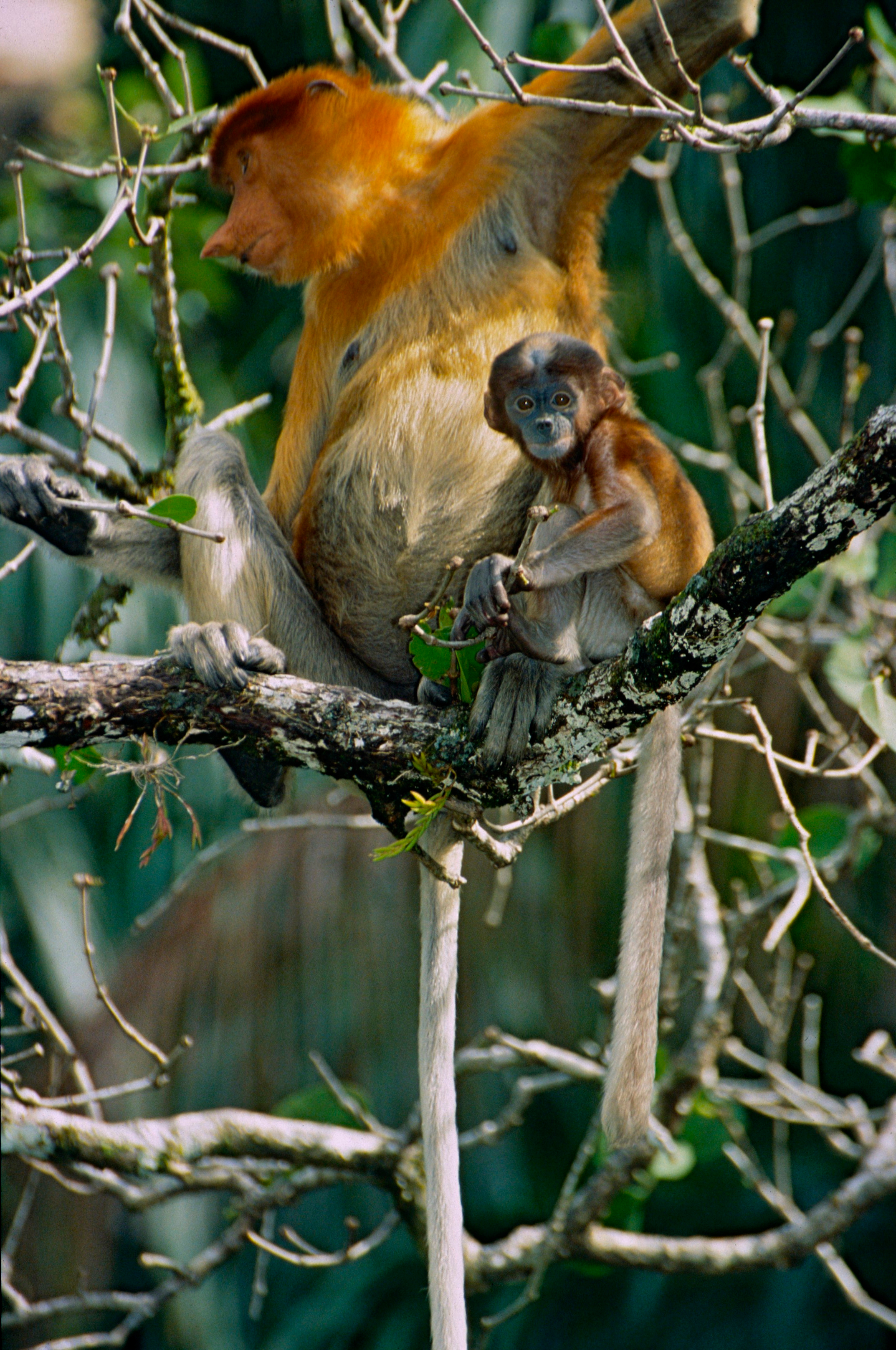
Самка із дитинчам
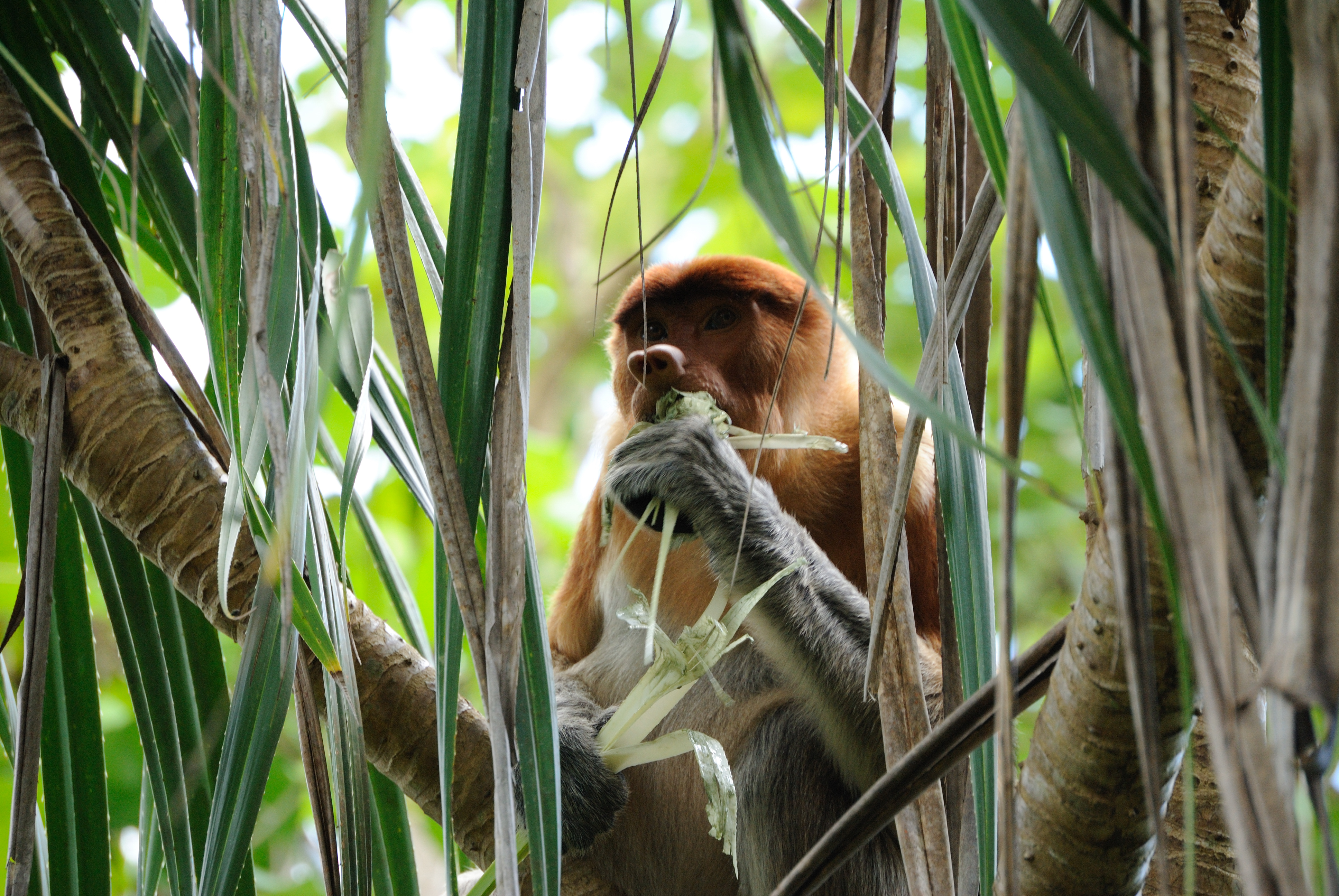
Самка їсть листя